# 巖仔
巖仔在閩南語中是指山中佛寺。20世紀初之前，巖仔在福建的漳州、泉州地區、潮汕地區、台灣以及東南亞福建、潮州社區還相當普遍。

## 簡介

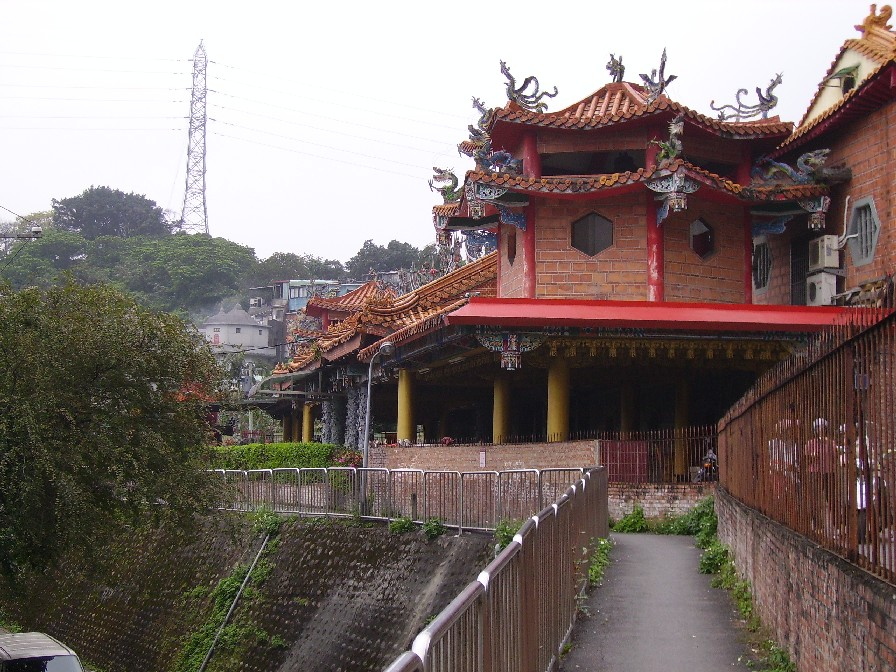
寶藏巖（觀音亭）

巖仔，漳州人發音為（giam ah），泉州人發音為（gam ah），潮州人稱為巖、發音為（ngam），本來意思是山洞，後來靠近山邊的廟就都稱為巖仔。1835年刊行的《彰化縣志》：「閩省漳泉南人謂寺曰巖」。可見巖仔在當時應專指佛寺。
而巖仔於寺廟的正式名稱又可稱為巖或岩，例如台灣桃園市的壽山巖，台灣嘉義縣相當著名的半天巖、臺北市相當著名的芝山巖與寶藏巖，三大清水祖師廟宇三峽長福巖、艋舺清水巖、淡水清水巖、台南市六甲區赤山龍湖巖等。中國泉州的老君岩或中國泉州的岩仔媽祖等。惟因時代變遷，18世紀後巖仔的發展以台灣為主，漳泉兩地幾近絕跡。

## 歷史
觀音信仰唐朝時期就已經深入閩南，普陀山的普濟寺原為不肯去觀音院，只是簡單的草棚，唐宋時期由經商的福建人出資修成十方叢林，至今福建人去普陀山第一站一定要去普濟寺。除了產生吸收佛教世俗化的福建道教閭山派之外，也衍生出適合漢人（閩人）民情的漢傳佛教。此階段，觀音菩薩為佛教中，最容易被漢人所接受的主神。
18世紀之後，觀音菩薩為主神的佛教廟宇，大量興建於臺灣、泉漳。這裡面也包含眾多興建於山邊的佛寺，於是「巖仔」一詞，亦往往被直接解釋為「主奉觀音的廟宇」，此等分類尤以台灣為主。而其他清水祖師（清水巖）、顯應祖師（頂泰山巖、下泰山巖）等，則一般不稱為「巖仔」，稱為「祖師廟」。

## 台灣巖仔的現況
根據2005年中華民國內政部統計，台灣的佛寺共有2227座，《台灣地區主神寺廟》（仇德哉，1985）一文則指出台灣供奉觀世音的寺廟共595座。此外台灣主祀觀音的廟宇有寺、宮、閣、堂、壇、庵、巖等等的名稱區分。例如，亭為地主所蓋，寺為大廟，堂常為村廟，巖則通常蓋於山邊。19世紀末20世紀初之後，台灣巖仔除另外有寺的別名之外，也多改名。例如艋舺慈雲巖改名為慈雲寺，鼓山打鼓巖改名為元亨寺。雖說如此，兩者之間還是有些許差異，例如巖通常比佛寺規模小，巖仔建築多燕尾脊，巖可由在家眾主持，巖不可如寺般設納骨塔等等。不過在1945年大型巖仔出現後，這種設限已不明顯。
台灣巖仔的起源大多來自民間捐建，管理方式有在家管理或在家委託出家人管理，因此寺產也屬於在家信眾。戰後的佛教界不承認「民間佛教」這樣的佛教，但是，要爭廟產、爭管理權之時，卻又認為那是「佛教的」寺廟，因此部分由在家委託出家人管理的巖仔，曾歷經在家和出家為管理權、廟產與祭祀方式而衝突之事，有在家成功取回管理權者，如半天岩紫雲寺；也有在家喪失管理權者，如翠屏岩，後改名觀音山大覺寺，已非傳統的巖仔樣貌。
現下台灣，不包含祭祀道教主神的巖仔約有70間。較為出名的有台北市芝山巖、康熙年間建的寶藏巖、18世紀所建的慈雲巖、桃園市的壽山巖、臺中市的清水紫雲巖、及高雄三大巖的林園清水巖、大社翠屏巖與阿蓮大崗山巖。台灣知名宗教學者林美容將這些現下影響力相當深、與中國佛教多所差異的巖仔，稱為「民間佛教」，不過台灣知名佛教史學者江燦騰則認為巖仔僅為「民間佛教」的一部份，唯有將庵、堂、寺等相關建築一併加入探討，才能完整呈現「民間佛教」的歷史面貌。